# وادا یوشیموری
وادا یوشیموری (به ژاپنی: 和田 義盛 Wada Yoshimori); ۱ ژانویهٔ ۱۱۴۷ – ۲۴ مهٔ ۱۲۱۳) سامورایی در اوایل دوره کاماکورا یک گوکه‌نین در شوگون‌سالاری کاماکورا اهل ژاپن بود. وی عموی فوجیوارا نو هیده‌یاسو بود.
وادا یوشیموری یکی از اعضای سیستم شورای ۱۳ نفره بود. او یک گوکه‌نین است که به خاطر نقش فعال خود در نبردهای مختلف همراه با میناموتو نو یوریتومو، اولین ژنرال شوگون‌سالاری کاماکورا شناخته شده است. یوشیموری، که به خاطر مهارت‌های نظامی خود شناخته می‌شد و به عنوان یک تیرانداز چیره‌دست نیز سرشناس بود، در سیاست نیز فعال بود و اولین «سامورایی دوکورو بتتو» (رئیس مؤسسه [سامورایی دوکورو] که بر گوکه‌نین‌ها نظارت دارد) از شوگون‌سالاری کاماکورا بود. او همچنین به عنوان وزیر امور خارجه منصوب شد.
مانند بسیاری دیگر، او و خانواده اش قربانی مبارزه برای قدرت شدند که پس از مرگ اولین شوگون کاماکورا میناموتو نو یوریتومو صورت گرفت. تنش بین شیکن نایب‌های خاندان هوجو و وادا در حال افزایش بود و جنگ علنی زمانی آغاز شد که وادا یوشینائو، وادا یوشیشیگه و وادا تانه‌ناگا به توطئه متهم و دستگیر شدند. یوشیموری، که در کازوسا بود، به کاماکورا بازگشت و موفق شد دو پسرش را آزاد کند. با این حال وادا تانه‌ناگا بازداشت و به ولایت موتسو تبعید شد. جنگ آغاز شد (به اصطلاح نبرد وادا (和田合戦)) و در سال ۱۲۱۳ شکست خورد و او همراه با خانواده اش کشته شد.